# 香港大學大學堂
香港大學大學堂（英語：University Hall）為香港大學傳統住宿舍堂之一，舍堂顏色為綠色、黑色及銀色。建築物外部本身亦是香港法定古蹟。大學堂位於薄扶林道144號，毗鄰薄扶林水塘。
該建築物本來是蘇格蘭商人德格拉斯·立畢（Douglas Lapraik）於1861年建成，並將之命名為杜格拉斯堡，以作為其公司總部及其寓所之用。1894年，巴黎外方傳教會（Missions étrangères de Paris）購入該建築物，並易名為拿撒勒樓（英語：The Nazareth House）。拿撒勒樓遭到大規模修葺及重建，更加建了一所印刷工場，印刷工場在其後期間內印刷了六萬多本由二十八種文字編成的天主教書目流傳亞洲各地，全東南亞第一本中文聖經亦出於此。香港日佔時期，拿撒勒樓及伯達尼療養院分別成為香港仔船塢工人宿舍及日本憲兵總部。教士被逐，相傳底層休息室以及對出庭園更是當日拷打华人、行刑及停屍的地方。1953年，巴黎外方傳教會撤離拿撒勒樓。香港大學於1954年將之購入，並於1956年正式用作男生宿舍及命名為大學堂。

## 歷史

### 德格拉斯堡時期（1861-1894）

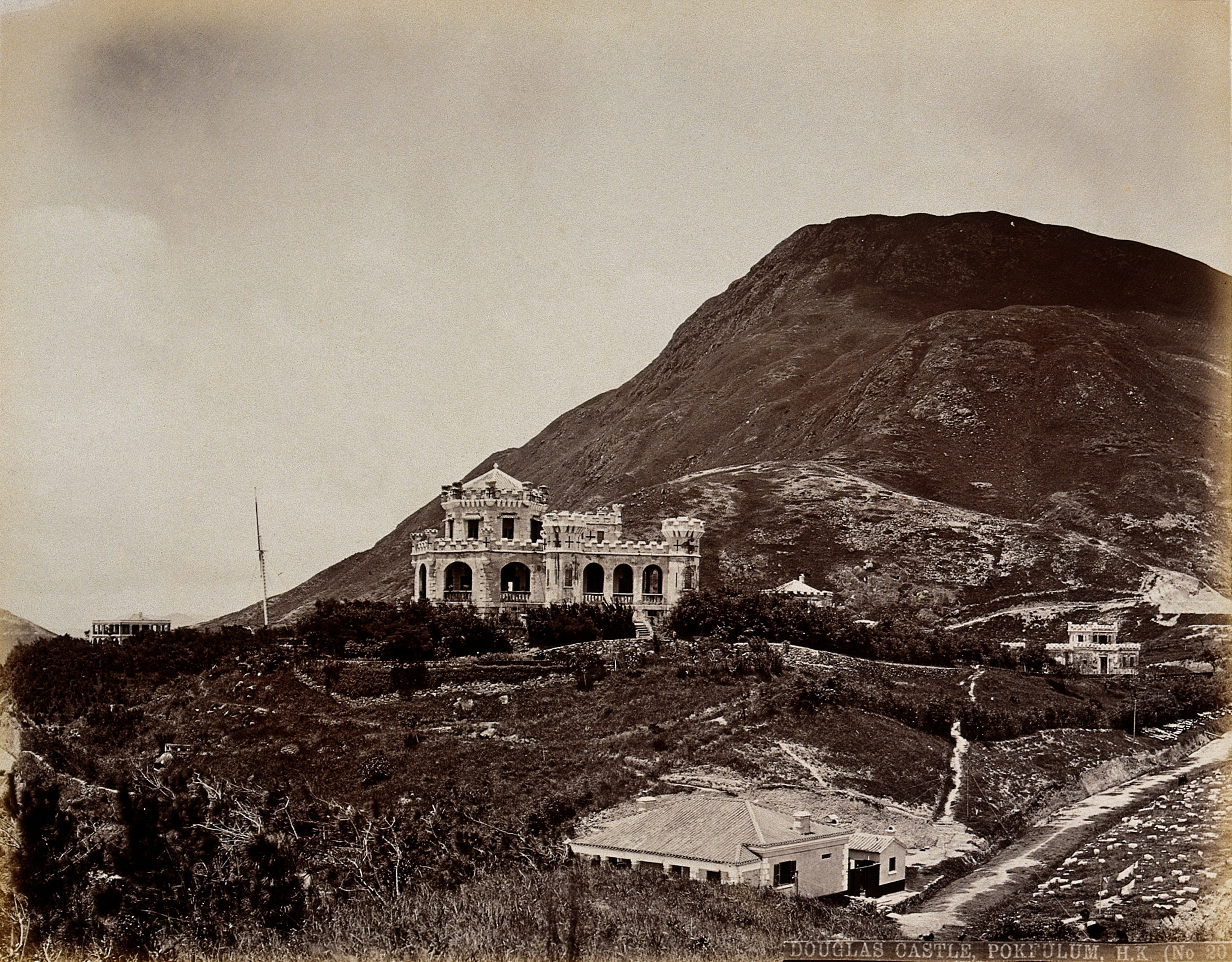
德格拉斯堡

1842年，蘇格蘭人德忌利士·立畢（Douglas Lapraik）來港，先就職於鐘錶行，及後開設船務公司 Douglas Steamship Company。1861年，他買下位於郊區地段三十二號一幅面積9.5畝的小山丘，包括現時大學堂、西苑以及網球場一帶的土地，並在1861-67年間興建了德格拉斯堡（Douglas Castle），用以觀察船隊進出港口的情形。古堡建築面積約二千餘平方呎，共有兩層，位置為現時舍監居住之地方。1866年，德格拉斯回英，而城堡則由其姪兒約翰·史釗活·立畢（John Steward Lapraik）承繼。1893年，約翰·史釗活·立畢死於心臟病，城堡則交予其兒子約翰·德格拉斯·立畢（John Douglas Lapraik）。

### 拿撒勒樓時期（1894-1954）
1894年9月8日，約翰·德格拉斯·立畢把古堡售予巴黎外方傳教會，教士們大興土木，不但興建了伯大尼修院，更將古堡擴大改建，將兩者合稱為拿撒勒樓（英語：Nazareth House），現時大學堂之規模便源自於此。當時的新建築有：教士房間數十、教士靜室、小教堂及印刷所等。印刷所為 Father Monnier 所創建，每年印書量達六萬冊，包括以二十八種文字發行的聖經，遠銷至亞洲各地，全東南亞第一本中文聖經亦出自於此。
第一次世界大戰期間，拿撒勒樓曾是志願軍訓練的地方。
第二次世界大戰時香港淪陷，拿撒勒樓被日軍佔領，被徵用作日軍憲兵總部及日本船塢（位於香港仔）的工人宿舍。眾傳教士被逐，只有教士主管以及印刷投工兩人獲留下，但印刷事務已完全停止。當時日軍把全樓分為A、B及C三層，這便是現今房間編號的由來。
抗戰勝利後，拿撒勒樓重歸傳教士手中，但建築物已被血肉所污而蒙上陰影，印刷所亦因被白蟻所蝕而不能再用。戰後中國局勢動盪，加上後來中共掌權，宗教不被極權接納，拿撒勒樓已失去其在大中華地區傳教的價值，故教士們陸續撒走。與此同時，香港大學正覓地興建學生宿舍，於是古堡便於1954年12月4日被香港大學正式買入。

### 大學堂時期（1954-現在）

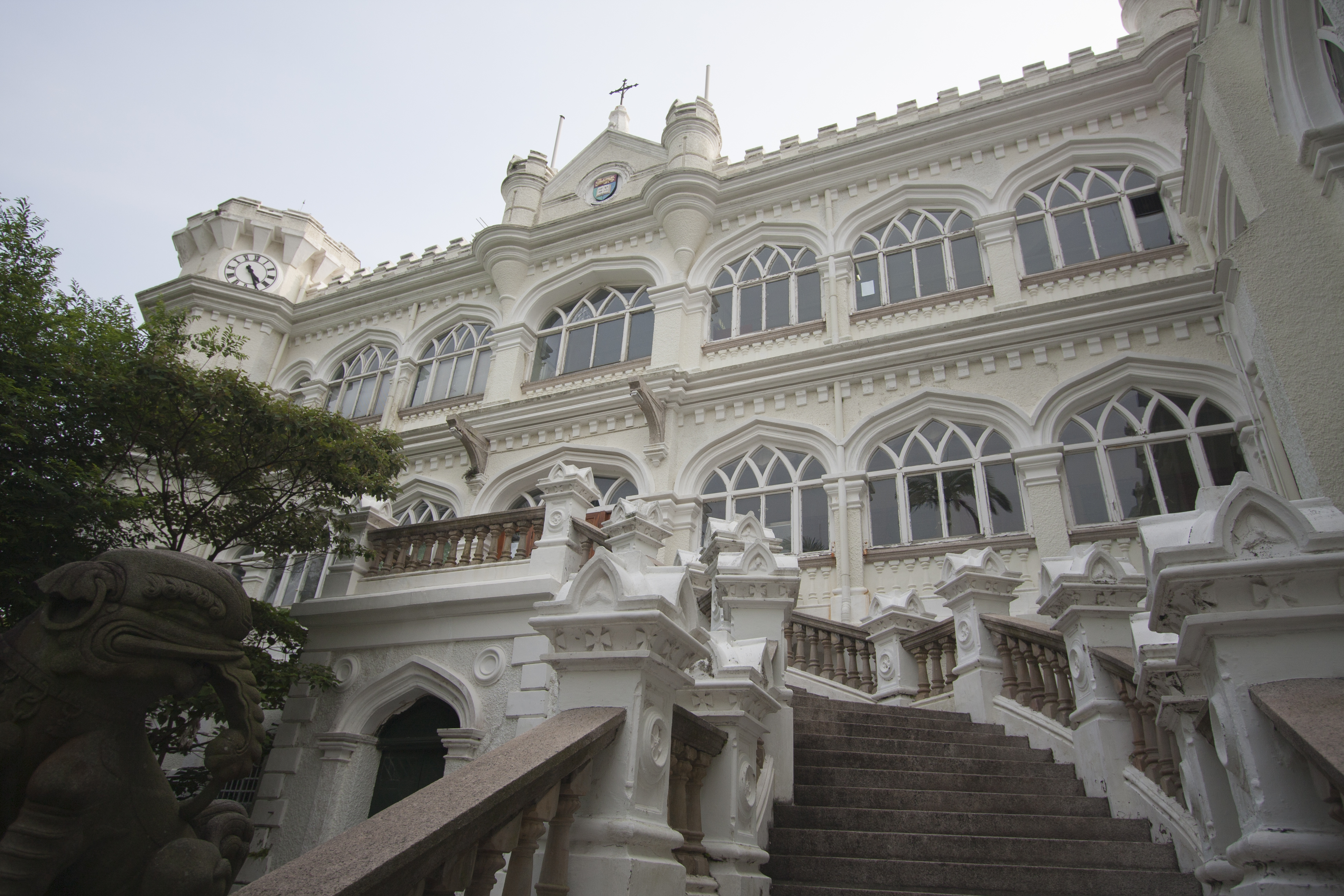
大學堂的外觀

在廖本懷、區建昌以及鐘也斯格（英語：Jon Prescott）等建築師設計和監工底下，已廢置的印刷所被拆去，該空地後來成為停車場。教堂和寧修室分別改成飯堂和交誼廳，A、B 層部份空間則被改為舍監住所和員工宿舍，此外各房間亦略經修葺並添置新傢俱。終於1956年初，一批原居於 Eliot Hall、Morrison Hall，以及 Lugard Hall 的同學遷入古堡，大學堂正式成立。
早期大學堂之紀律十分嚴格，無論遲到、離開或是是回家均需向舍監申請，而每晚用餐時均需要穿著綠袍。當時高桌晚宴規定於逢星期一晚舉行，廚房制度則類似小食店之形式。早期大學堂宿生熱衷於參與學生會活動，在舍堂成立的首十二年內，有八屆的香港大學學生會會長由大學堂堂友擔任，其他學生會屬會亦可見大學堂堂友之身影，如1967年六位學系系會的主席中便有四位是大學堂堂友。時至今天，仍有不少大學堂堂友曾為或是現任港大學生會中央幹事會，評議會及評議會時委會之成員。成立之初的大學堂有很多海外宿生，且擅長各類體育活動。當時大學堂以曲棍球尤其岀色，曾贏得多次 Inter-Hall Champion。至六十年代中期更進入全盛時期，並於1966及1968年贏得馬來人盃（英語：Malayan Cup）。每逢賽事，堂友均會到場支持、拍 Hall Clap 為健兒打氣。如奪魁首，則會做岀 War Cry，這些傳統一直留傳至今。

## 建築

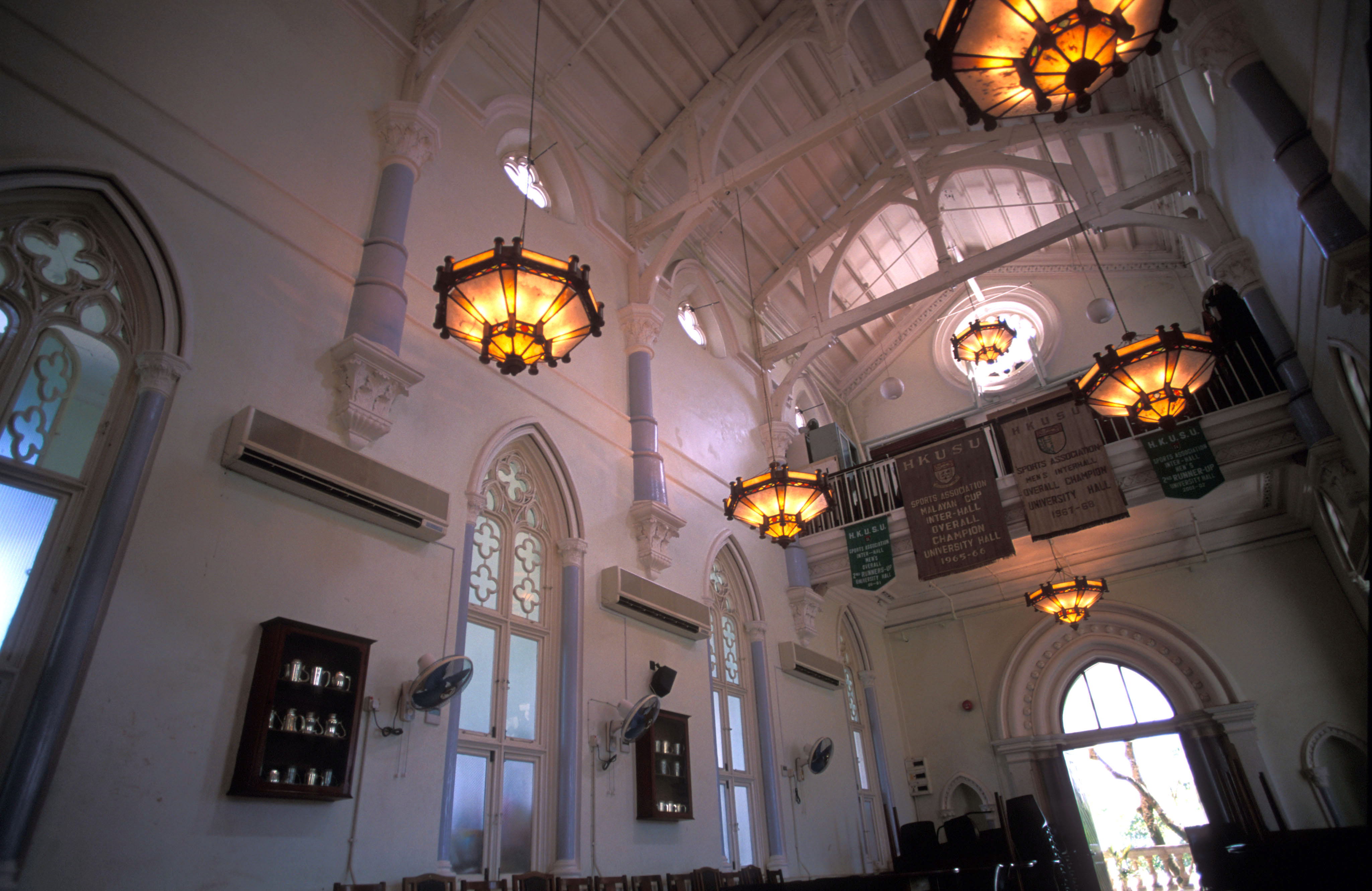
大學堂飯堂

大學堂是香港僅存擁有城堡外貌的建築之一，其外部為香港法定古蹟。大學堂揉合了都鐸及新哥德式建築風格的華麗建築，外部有設計優雅的梯級，而內部則有古色古香的飯堂及螺旋式樓梯。多套香港電影曾於該建築物取景，包括：
| 年份 | 電影片名           | 導演           | 主演                   |
| ---- | ------------------ | -------------- | ---------------------- |
| 1981 | 追女仔             | 麥嘉           | 石天、曾志偉           |
| 1984 | 最佳拍檔之大顯神通 | 曾志偉         | 許冠傑、麥嘉           |
| 1985 | 法外情             | 吳思遠         | 劉德華、葉德嫻         |
| 1987 | A計劃續集          | 成龍           | 成龍、張曼玉           |
| 1990 | 川島芳子           | 方令正         | 梅艷芳、劉德華         |
| 1991 | 情聖               | 李力持         | 周星馳、毛舜筠         |
| 1992 | 賭城大亨之新哥傳奇 | 王晶           | 劉德華、萬梓良         |
| 1995 | 流氓醫生           | 李志毅         | 梁朝伟、刘青云、钟丽缇 |
| 1995 | 今夜星光燦爛       | 许鞍华         | 林青霞、林子祥         |
| 1996 | 怪談協會           | 馬偉豪         | 袁詠儀、舒淇           |
| 2007 | 生日快樂           | 馬楚成         | 古天樂、劉若英         |
| 2011 | 竊聽風雲2          | 麥兆輝、莊文強 | 劉青雲、古天樂         |
| 2019 | 廉政風雲 煙幕      | 麥兆輝、莊文強 | 劉青雲、張家輝         |

## 大學堂三寶
大學堂有三項令宿生引以為傲的寶物，被稱為「大學堂三寶」，他們分別是四不像、銅梯以及三嫂。

### 四不像

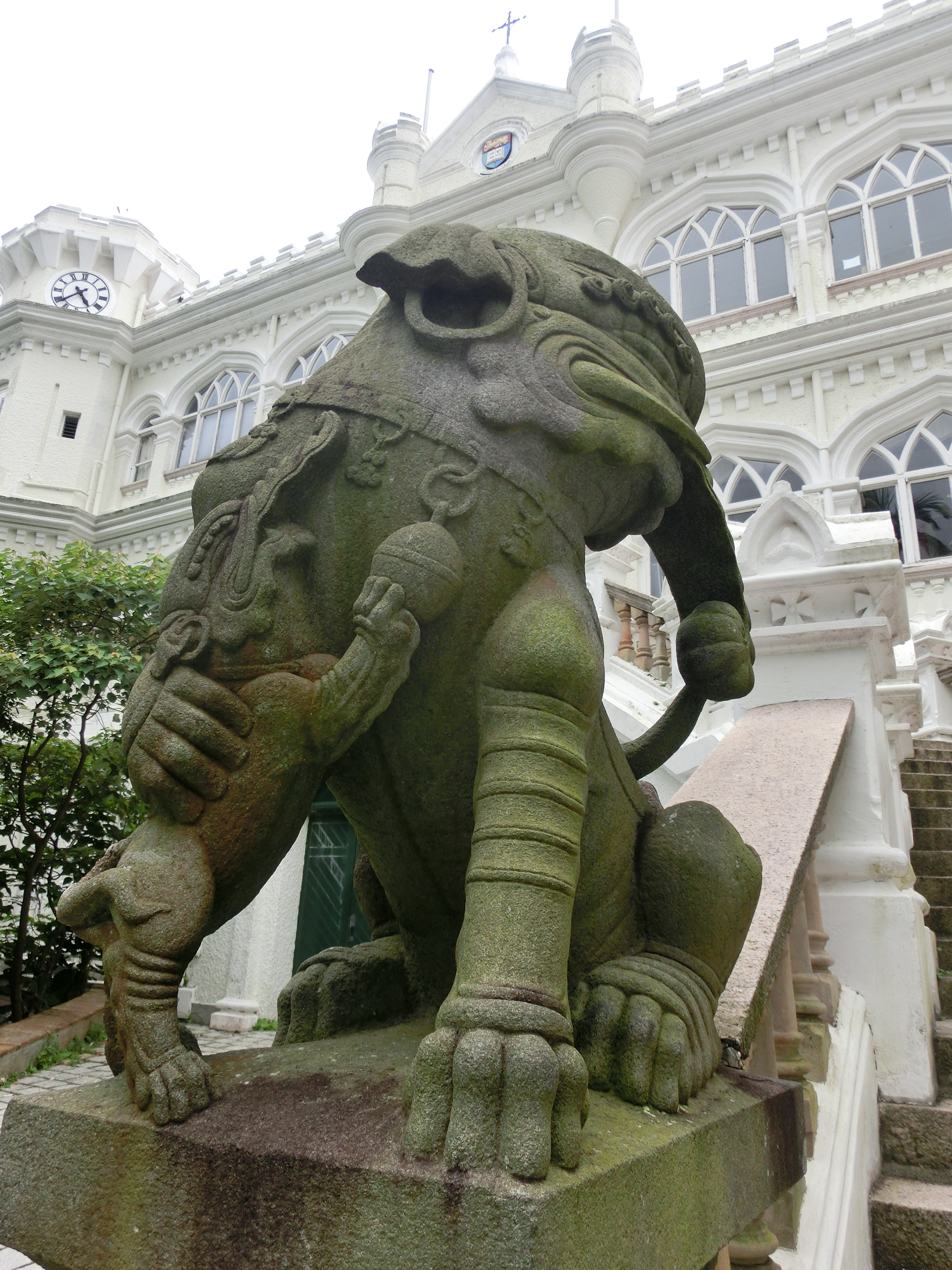
大學堂主入口的四不像

四不像位於主入口石梯的兩旁，共三隻，兩大一小，因其頭和鼻似大象，身和尾似麒麟，爪似獅子，但其實與以上三種動物都大相逕庭，故稱「四不像」。關於四不像亦有一則傳聞，相傳碰到四不像的人都會遭遇厄運，如考試不合格、重讀、退學，連大學生活和人也亦會事事不順。要解除厄運則要觸碰大學堂另一門口的石獅子。

### 銅梯

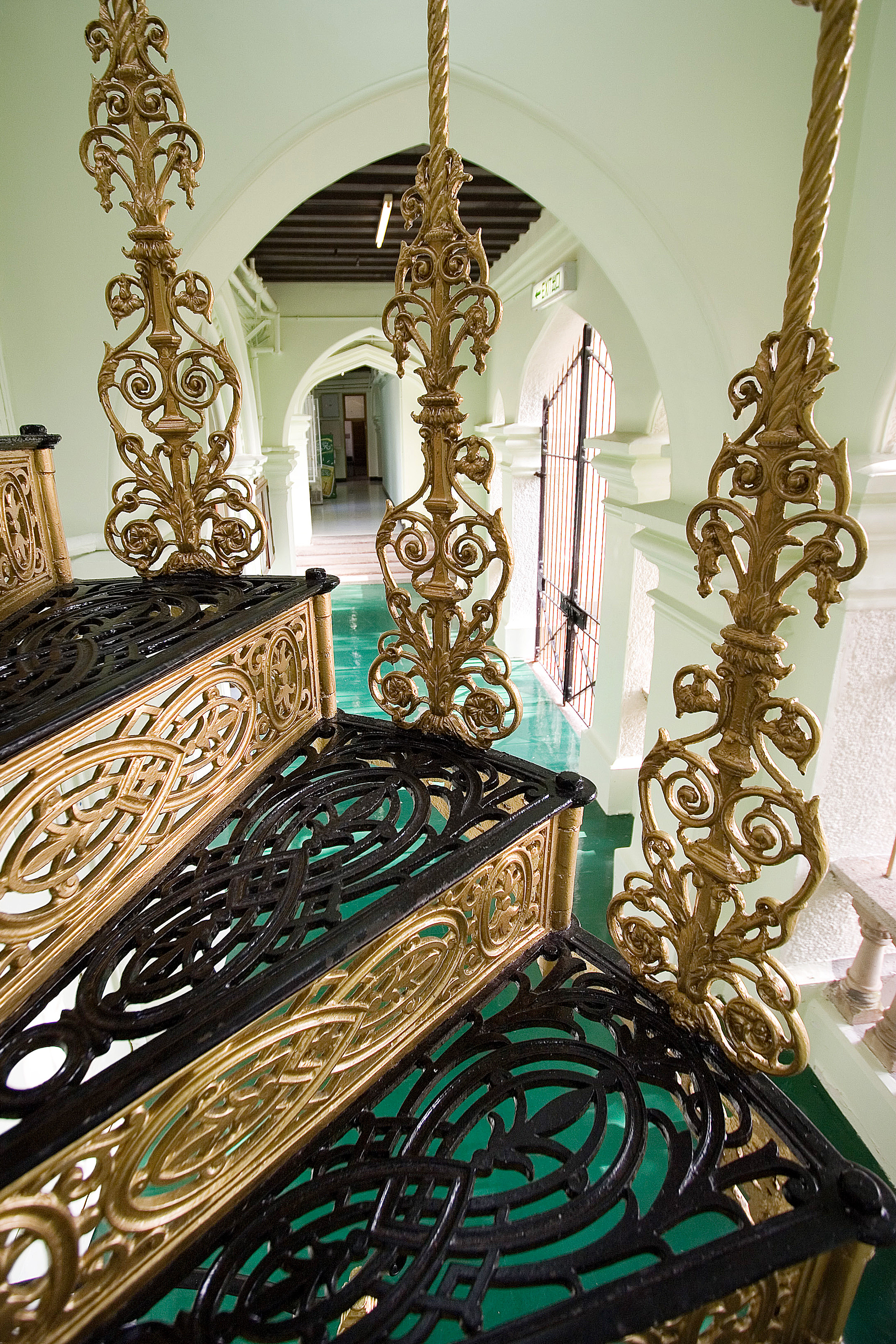
大學堂內的銅梯

巴黎外方傳教會收購古堡時在巴黎鑄造此螺旋式樓梯，全梯由巴黎經海路運抵香港。第二次世界大戰時銅梯被日軍充公運到日本，戰後應香港政府之要求重回大學堂。銅梯共五十二級，每兩級為四分之一圓，全條由生鐵打造。傳統規定行向上層時應由男性先走，女性則後從；相反，走向下層時應由女性先走，男性從後。

### 三嫂（已故）
袁蘇妹（1927年-2017年），廣東東莞人，因丈夫排行第三，故被稱為「三嫂」。自大學堂成立時（1956年）便已開始為大學堂服務，已於1998年6月底退休。她與大學堂的四不像、銅梯，並列為「U Hall 三寶」。三嫂在退休前負責清潔，因她十分關心宿生，不時為宿生煮宵夜以及小食，包括馬豆糕、紅豆沙，宿生和舊生們都十分尊敬她。宿生一生會品嚐三次三嫂特製的 Hall Blood，包括升仙、畢業、結婚。Hall Blood 象徵堂友於大學生活、事業和婚姻上將會面對的甜、酸、苦、辣，亦象徵三嫂對堂友的祝福。2009年，她獲提名成為香港大學名譽大學院士。袁蘇妹在2017年11月24日安詳離世，享年90歲。港大校友 Facebook 專頁公佈死訊，並留言讚揚她「為港大留下了光輝傳承」。

## 舍堂文化
大學堂為香港大學四間傳統舍堂之一，其核心價值為「搏盡」、「團結」、「兄弟情」、「承擔付出」，亦著重四線發展，強調堂友應於體育、文化活動、時事及社會服務有所表現。大學堂一直秉承師生共治的原則，由舍監及於週年大會選出的香港大學學生會大學堂宿生會管理。宿生會成員包括住宿堂友及非住宿堂友。
近年，大學堂的發展漸趨多元，除了參與各項聯舍比賽，亦會舉辦或參與不同活動，包括每年將古堡佈置成鬼屋的萬聖節派對、時事論壇、環島單車遊、戲劇公演和火龍紥作等。

### 體育
大學堂現時營運之體育隊伍分別為曲棍球隊、壘球隊、棍網球隊、田徑隊、及龍舟隊。排球、乒乓球、網球、羽毛球、足球及籃球等運動則以興趣小組形式營運。其中「新球類」運動（壘球丶曲棍球和棍網球）是舍堂的重點發展項目，新生通常會在第一年參加至少一支「新球類」隊伍，與同屆一起從零開始學習一項新運動，出戰舍堂比賽，體驗團結搏盡的精神，從中收穫兄弟情。

### 文化
大學堂參與各類的聯舍文化比賽，包括戲劇、合唱團、辯論、橋牌等。除比賽外，該堂之文化輔助委員會每月均會聯同薄扶林村和明愛薄扶林社區發展計劃舉辦「薄扶林導賞團」，介紹薄扶林一帶的景點和建築(如大學堂、伯大尼修院、薄扶林村)，展示該區居民的生活面貌。

### 時事
大學堂設有時事輔助委員會，定期舉辦公開時事論壇，與堂友深入討論時政，亦有進行政治研究。

### 社會服務
大學堂之社會服務輔助委員會定期安排及策劃義工服務，如探訪老人院、失明人士、以及板間房戶，新生亦必須籌劃一次義工服務（Orientation project，簡稱 O-project），讓新生參與社會服務及學習籌劃活動的技巧。

### 其他
大學堂鼓勵堂友根據其興趣成立各類興趣小組。現時營運之興趣小組包括：對外宣傳組（Pub Team）、檔案保育小組（Archive Group）、耕田將暉（耕種小組）、樂隊（Band Team）等。

## 舍堂活動
大學堂生活多姿多彩，除了體育、文化、時事及社會服務四方面的活動外，亦會舉行下列傳統活動，讓堂友聚首一堂，增進彼此關係。

### Founder's Nite
Founder's Nite，又稱為「升仙夜」是迎新的最後環節。每位新人(Greenhorn)可選擇兩位舊人作「大佬」，是為舍堂生活的師友。喝下人生第一杯Hall Blood後，由大佬披上綠袍，象徵著新人蛻變成Castler。

### Castlers' Nite
Castlers' Nite 於每年舍堂開放日的晚上舉行，堂友會於飯堂品嚐自助餐，與女伴共跳殼倉舞（Barn Dance），亦有其他精彩節目。然而，此活動於近年已沒有舉行。

### Nazarene Nite
Nazarene Nite通常於每年的十月舉行，以歡送畢業離校的堂友。每年畢業的堂友都會在當晚將一隻刻有全部同屆名字的銀杯留在大學堂，並飲下人生第二杯Hall Blood。當晚亦會舉行頒獎儀式，表揚過去一年表現出色的堂友。

### 高桌晚宴
高桌晚宴為大學堂傳統活動之一，大學堂成立之初的高桌晚宴逢星期一晚舉行，現在平均每月一次。舍監會邀請舊生及社會賢達參與晚宴，並在席後舉行討論環節，以讓堂友觸類旁通，擴闊視野。當晚，堂友會穿起正式服飾，配以綠袍以示尊重。

### 萬聖節派對
每年萬聖節，大學堂堂友均會把古堡佈置成鬼屋，並邀請港大同學前來參觀，在古堡共渡一個月黑風高的晚上。

### 拜神及團年飯
每逢農曆新年，不同年代畢業的堂友都會回來吃團年飯，期間會拜神、切燒豬，祈求平安。

### 大跑步
每逢星期三晚上，堂友都會集合一起，由大學堂跑至聖約翰學院再折返。除了讓堂友一同鍛鍊體能外，更重要的是體驗共同努力，力求突破的精神。

### 舞火龍
每逢中秋節，堂友都會與鄰居薄扶林村的村民一起紮作火龍，並在節日中巡遊，寄望為社區帶來好運、祈求身體安康。

### 勁過
每個學期完結前，宿生會都會舉行勁過活動。堂友聚首一堂，共晉晚餐、並在細長紅紙上為自己和兄弟們書寫願望，藉以祈望於即將到來的考試中奪取佳績。

## 膳食服務
大學堂遠離市區，為方便堂友的日常生活，堂內特設有私人食堂為堂友提供膳食服務。食堂每日早上七時至晚上七時為堂友提供早、午、下午茶及晚餐服務，每日更有一款特式甜品供各堂友品嘗。除日常餐牌上的食物外，食堂可為堂友提供各款私房菜，如小菜宴、海鮮餐、火鍋等。食堂亦會提供食材訂購服務，讓堂友可以自行煮食。

## 著名舊生
- 梁乃鵬——電視廣播有限公司行政主席，香港中文大學校董會主席，載通國際控股有限公司董事會主席，新鴻基地產獨立非執行董事，前民眾安全服務隊處長，前廣播事務管理局主席
- 梁乃江——前香港演藝學院校董會主席
- 陳祖澤——前香港政府官員，載通國際控股有限公司副董事長，前香港賽馬會董事局主席
- 陳永陸——香港股市著名評論人及投資策略顧問
- 科大衛——知名歷史人類學家、華南史專家
- 曹紹釗——前香港大學醫學院內科教授，前香港大學學生會會長
- 梁智鴻——前香港行政會議成員，前香港立法局議員，前醫院管理局主席
- 梁智仁——前醫院管理局主席
- 周德熙——前工商局局長
- 唐振寰——前香港地產行政學會會長，前鷹君集團項目發展董事總經理，前香港大學校董會成員
- 周伯展——著名眼科醫生，前香港眼科醫學院院長
- 楊啟彥——已故前九廣鐵路公司行政總裁
- 徐德義——現任食物及衛生局副局長
- 馮康——前新界東醫院聯網總監
- 馬宣立——香港著名法醫，香港大學病理學系臨床副教授
- 鄭志文——著名家庭醫生
- 林兆鑫——前香港大學李嘉誠醫學院院長
- 石輝——前高等法院原訟庭法官，現任截取通訊及監察事務專員
- 張達棠——房委會委員，房委會公屋食水質量控制問題檢討委員會主席
- 涂謹申——香港執業律師，前任立法會議員及現任油尖旺區議會奧運選區議員，民主黨前身香港民主同盟創黨成員
- 項明生——旅遊達人、旅遊節目主持人，專欄作家，前智傲集團行政總裁
- 劉進圖——前《明報》總編輯，世華網絡營運總裁
- 傅景華——香港大學新聞及傳媒研究中心副教授
- 饒戈——香港知名螢火蟲專家，香港昆蟲學會會長
- 馮孝忠——現任恒生銀行執行董事兼財資業務及投資服務主管，前香港上海滙豐銀行港元市場部主管，前澳洲聯邦銀行香港分行司庫及亞洲資本市場主管，前星展銀行環球金融市場董事總經理
- 李尚正——香港有線電視節目主持人，電影演員
- 麥嘉緯——香港電台節目主持
- 黃梓謙——基滙資本公共事務及市場總監，兒童事務委員會委員，平等機會委員會委員，凝動香港體育基金創辦人
- 郭永健——現任工黨主席，前香港大學學生會會長
- 梁晃維——中西區區議會觀龍選區議員，2020年立法會換屆選舉參選人
- 方浩軒——元朗區議會十八鄉中選區議員

## 外部連結
- 官方网站（英文）
- University Hall Facebook Page（页面存档备份，存于）
- University Hall Alumni Limited（页面存档备份，存于）（英文）